# Kazuaki Kamizono
Kazuaki Kamizono (født 28. november 1981) er en tidligere japansk fodboldspiller.
Han har spillet for flere forskellige klubber i sin karriere, herunder Mito HollyHock og Kataller Toyama.